# Andersonia setifolia
Andersonia setifolia är en ljungväxtart som beskrevs av George Bentham. Andersonia setifolia ingår i släktet Andersonia och familjen ljungväxter. Inga underarter finns listade i Catalogue of Life.